# Paroy-en-Othe
Paroy-en-Othe es una localidad y comuna francesa situada en la región de Borgoña, departamento de Yonne, en el distrito de Auxerre y cantón de Brienon-sur-Armançon.
Se creó en 2003 a partir de Brienon-sur-Armançon.

## Demografía
| 497 | 530 | 512 | 524 | 552 | 573 | 567 | 553 | 473 | 464 | 460 | 454 | 470 | 432 | 405 | 348 | 344 | 295 | 268 | 243 | 207 | 198 | 188 | 187 | 193 | 200 | 165 | 163 | 134 | 144 | 154 | 163 | 202 |
| Para los censos de 1962 a 1999 la población legal corresponde a la población sin duplicidades (Fuente: INSEE [Consultar]) |     |     |     |     |     |     |     |     |     |     |     |     |     |     |     |     |     |     |     |     |     |     |     |     |     |     |     |     |     |     |     |     |